# Ptarmus gallus
Ptarmus gallus är en fiskart som först beskrevs av Robby August Kossmann och Räuber, 1877.  Ptarmus gallus ingår i släktet Ptarmus och familjen Aploactinidae. Inga underarter finns listade i Catalogue of Life.